# Caudron C.37
Dimensions
Le Caudron C.37 était un biplan français trimoteur de transport de passagers, construit en 1920. Il pouvait transporter six passagers.

## Conception
Entre 1919 et 1922, Caudron a construit une série de biplans de transport civil à plusieurs moteurs sur le même modèle, mais de taille et de puissance croissante, les C.33, C.37, C.39, C.43 et C.61. Le C.37 était le premier trimoteur de la série.